# Rosthalsad frötangara
Rosthalsad frötangara (Sporophila collaris) är en fågel i familjen tangaror inom ordningen tättingar.

## Utseende
Rosthalsad frötangara är en kontrastrikt tecknad finkliknande fågel. Hanen har svart huvud med en vit fläck på pannan och en under ögat, ett svart bröstband, vit strupe och svart rygg. Sydliga fåglar har kanelbrunt på halse och buk, nordliga (trots namnet) vitt. Honan är brun med vit strupe och beigefärgade vingband.

## Utbredning och systematik
Rosthalsad frötangara delas in i tre underarter med följande utbredning:
- Sporophila collaris ochrascens – östra Bolivia (Beni) till västra Brasilien (norra Mato Grosso och västra São Paulo)
- Sporophila collaris melanocephala – Paraguay till västra Brasilien (sydvästra Mato Grosso), Uruguay och norra Argentina
- Sporophila collaris collaris – östra Brasilien (södra Goiás, Minas Gerais, Espírito Santo och Rio de Janeiro)

### Familjetillhörighet
Liksom andra finkliknande tangaror placerades denna art tidigare i familjen Emberizidae. Genetiska studier visar dock att den är en del av tangarorna.

## Status
Arten har ett stort utbredningsområde och beståndet anses stabilt. Internationella naturvårdsunionen IUCN listar den därför som livskraftig (LC).